# Christiane Marlet
Pour les articles homonymes, voir Marlet.
Christiane Marlet (née le 27 septembre 1954 à La Roche-sur-Yon) est une athlète française, spécialiste des épreuves de sprint.

## Biographie
Sélectionnée à deux reprises en équipe de France d'athlétisme, elle remporte la médaille d'argent du relais 4 × 1 tour lors des Championnats d'Europe en salle 1972 de Grenoble, associée à Michèle Beugnet, Claudine Meire et Nicole Pani. 

### Palmarès
| Date | Compétition                    | Lieu     | Résultat | Épreuve           |
| ---- | ------------------------------ | -------- | -------- | ----------------- |
| 1972 | Championnats d'Europe en salle | Grenoble | 2e       | Relais 4 × 1 tour |

### Records
| Épreuve | Performance | Lieu | Date |
| ------- | ----------- | ---- | ---- |
| 100 m   | 11 s 8      |      | 1971 |

## Sources
- DocAthlé 2003, Fédération française d'athlétisme, p.419